# Уничтожение опиума в Хумэне
Уничтожение опиума в Хумэне (кит. трад. 	虎門銷菸, упр. 虎门销烟, пиньинь Hǔmén xiāo yān, палл. Хумэнь сяо янь) произошло 3 июня 1839 года на берегу Жемчужной реки у г. Дунгуань. Под руководством цинского имперского комиссара Линя Цзэсюя было уничтожено 1016 тонн опиума, конфискованного у британцев. Это послужило поводом для объявления войны Британии и Цинской империи, по итогам которой Китай вынудили заключить неравные торговые договоры с западными державами.

## Торговля опиумом в Китае
В 1784 году британское правительство снизило ввозную пошлину на китайский чай со 110 % до 10 %, что вызвало всплеск спроса на внутреннем рынке. Это привело к серьёзному дефициту серебра у Ост-Индской компании, которая была единственным импортёром чая. Китайцы принимали только серебро, и, чтобы восстановить торговый баланс, Ост-Индская компания в 1793 году приобрела у британского правительства монополию на производство опиума в Индии. Однако с 1800 года китайское правительство запретило продавать опиум на территории страны, и груз опиума стал отправляться на аукцион в Калькутте, откуда частные торговцы стали контрабандой доставлять опиум в южные порты материкового Китая.
В 1834 году Ост-Индская компания утратила свою торговую монополию в Китае. Вместо этого королева Виктория назначила лорда Нейпира первым комиссаром по торговле с Китаем. Свой первый визит Нейпир нанёс в порт Кантон (ныне Гуанчжоу): в то время для европейских товаров был открыт только этот порт. Нейпиру не удалось убедить китайские власти открыть для торговли и другие порты. В 1837 году цинское правительство, обеспокоенное ростом потребления опиума среди населения, решило изгнать торговца Уильяма Джардина из компании Jardine, Matheson & Co, а также и других торговцев, виновных в незаконной торговле опиумом. Генерал-губернатор Кантона и Гуанси Дэн Тинчжэнь и губернатор провинции Гуандун вместе с таможенным инспектором провинции Гуандун издали специальный указ по этому поводу, тем не менее, Джардин оставался в Китае. Бывший офицер Королевского флота Чарльз Эллиот в 1838 году стал главным суперинтендантом британской торговли в Китае. К тому времени число китайских опиумных наркоманов выросло с четырёх до двенадцати миллионов. Хотя некоторые чиновники уверяли, что налог на опиум пополняет имперскую казну, император Даогуан решил полностью запретить торговлю и сурово наказать причастных к ней. Для достижения этой цели он назначил уважаемого учёного и чиновника Линя Цзэсюя на пост специального имперского комиссара.

Любой иностранец или иностранцы, привозящие опиум с целью продажи в Поднебесную [, должны быть казнены]: руководители обезглавлены, подручные задушены, вся собственность (найденная на борту того же судна) конфискована. В течение полутора следующих лет любой, привезший опиум по ошибке, может добровольно избавиться от него, тогда он будет избавлен от всякой ответственности за своё преступление.
Оригинальный текст (англ.)Any foreigner or foreigners bringing opium to the Central Land, with design to sell the same, the principals shall most assuredly be decapitated, and the accessories strangled; and all property (found on board the same ship) shall be confiscated. The space of a year and a half is granted, within the which, if any one bringing opium by mistake, shall voluntarily step forward and deliver it up, he shall be absolved from all consequences of his crime.
— эдикт императора Даогуана от 18 марта 1838, переведён в The Chinese Repository, том. 8 (February 1840), pp. 497-503
В середине 1838 года Цзэсюй прибыл в Кантон и написал письмо королеве Виктории, где указал, что она несёт моральную ответственность за торговлю опиумом. Письмо было оставлено без ответа (в источниках предполагается, что оно было утеряно при перевозке), но позднее оно было перепечатано в лондонской газете The Times как прямое обращение к британской публике. 18 марта вышел эдикт императора Даогуана, согласно которому отныне за контрабанду опиума полагались серьёзные наказания.
18 марта 1838 года Линь Цзэсюй вызвал к себе двенадцать китайских торговцев из гильдии Кохонга, они действовали как посредники в импорте опиума. Он объявил им, что все европейские торговцы должны будут сдать весь свой опиум и немедленно прекратить торговлю наркотиками. Комиссар пошёл ещё дальше, он объявил гильдию Кохонг предателями и обвинил их в соучастии в нелегальной торговле. Цзэсюй дал торговцам три дня на то, чтобы убедить иностранцев сдать свой опиум, иначе двое или трое из них будут казнены, а их состояние и земли конфискованы. Хокуа, глава гильдии Кохонг, передал приказ Линя иностранным торговцам, 21 марта они созвали собрание в своей коммерческой палате. После совещания европейцы объявили Хокуа, что требования Цзэсюя являются блефом и будут проигнорированы. Торговец из страха за свою жизнь предложил сдать по крайней мере часть контрабандного товара, чтобы успокоить Линя. Ланселот Дент из компании Dent & Co. согласился сдать небольшую часть наркотика, его примеру последовали и другие, даже несмотря на то, что предлагаемое количество составляло лишь крошечную долю от общих запасов иностранных торговцев стоимостью миллионы фунтов стерлингов. Комиссар, в свою очередь, отказался от обещания казнить [нескольких] членов гильдии Кохонг и пригласил в свою резиденцию для беседы ведущих иностранных торговцев, включая Дента.

## Изъятие и уничтожение опиума
На возвышенности на берегу было огорожено место; здесь вырыли яму и наполнили её опиумом, смешанным с морской водой: туда же снова бросили известь, образовав печь для гашения, в которой опиум превращался в своего рода кипящий суп. Вечером смесь сливали по шлюзам, а с отливом пускали в море.
Оригинальный текст (англ.)At an elevated spot on the shore a space was barricaded in; here a pit was dug, and filled with opium mixed with brine: into this, again, lime was thrown, forming a scalding furnace, which made a kind of boiling soup of the opium. In the evening the mixture was let out by sluices, and allowed to flow out to sea with the ebb tide.
— 
Друзья предупредили Дента, что в 1774 году один человек прибыл на вызов и был в итоге казнён гарротой. Дент попросил Хокуа передать Линю, чтобы он обеспечил гарантии безопасности, если он желает встретиться с торговцами. В итоге Дент послал одного из своих партнёров Роберта Инглиса на встречу с подчинёнными Линя. Чарльз Эллиот приказал всем британским судам идти к острову Гонконг, где было безопасно, сам он прибыл в иностранные фактории 24 марта 1839 года, через три дня после истечения срока Цзэсюя. После того как был поднят британский флаг, Эллиот объявил, что с этого момента все иностранные торговцы находятся под защитой британского правительства. Китайские солдаты перекрыли входы на территорию фактории и пытались запугать иностранцев, оказавшихся в ловушке. Эллиот зачитал петицию, где говорилось, что весь опиум должен быть выдан, и обещал компенсации от британского правительства за стоимость товара с крайним сроком 27 марта в 18.00. С наступлением ночи британские торговцы согласились выдать запасы опиума, составлявшие 20 тыс. сундуков (примерно 1321 тонны) стоимостью в 2 млн британских фунтов. Линь полагал, что британцы выдали все свои запасы, но фактории фактически оставались в осаде, поскольку цинский комиссар требовал, чтобы американцы, французы, индийцы и голландцы выдали ещё 20 тыс. сундуков в общей сложности. Но это было невозможно: французов в то время вообще не было в Кантоне, индийцы и американцы утверждали, что весь опиум, который находится в их распоряжении, принадлежит другим, а голландцы вообще не имели дел с наркотиками.
Линь первоначально планировал перевезти опиум под китайской охраной на остров Ланкит в 8 км от фортов Богу и в 56 км от Кантона. Всё же он согласился, чтобы эту задачу выполнили люди, назначенные Эллиотом. 11 апреля Линь и Дэн Тижень прибыли в Богу. Согласно китайским источникам Линь предложил по три меры чая за каждую сданную меру опиума. Клипера Джэрдина Мэтсона «Остин» и «Геркулес» пришвартовались на реке и начали выгрузку опиума из трюмов, но погода вынудила их отойти к острову Чуаньби ниже по реке и ближе к крепости Шацзяо вне городской черты Хумэня. К 21 мая 1839 года на Чуаньби было выгружено 20 283 сундуков опиума. Довольный результатом, Даогуан отправил Линю мясо косули, символизирующее скорое продвижение по службе, и рукописный свиток с китайскими иероглифами на удачу и долгую жизнь. 24 мая все иностранные торговцы, ранее принимавшие участие в торговле опиумом, получили приказы от Линя навсегда покинуть Китай. Они отплыли на флотилии под командованием Чарльза Эллиота, который к этому времени стал персоной нон грата для британского правительства за своё согласие с требованиями Китая.
Линь приступил к уничтожению изъятого опиума. Участок был обнесён бамбуковым забором для предотвращения краж, были выкопаны три ямы, выложенные камнем и обложенные деревом, куда ссыпался опиум вместе с известью и солью. Небольшая заминка случилась, когда был пойман с поличным человек, пытавшийся утаить часть наркотика, его тут же обезглавили. Ямы были залиты морской водой, а рабочие затаптывали смесь, чтобы гарантировать уничтожение наркотика. Остаток затем был брошен в канал, ведущий в Южно-Китайское море. Работа была начата 23 июня 1839 года и заняла в общем 23 дня. По завершении задачи американский миссионер Элайджа Коулман Бридгман, наблюдавший за этим, заметил: «Уровень тщательности и точности, с которым была проведена вся работа, намного превысил наши ожидания».

## Политические последствия
После уничтожения опиума Эллиот пообещал торговцам компенсацию от британского правительства за их убытки. Однако британский парламент так и не согласился с этим предложением и вместо этого возложил ответственность за выплату компенсаций на китайское правительство. Разочарованные торговцы обратились к Уильяму Джардину, покинувшему Кантон до приезда Линя. Джардин считал, что выбить компенсации у цинских властей можно только путём открытой войны, и начал в Лондоне кампанию с этой целью. В октябре 1839 года он встретился с британским министром иностранных дел лордом Палмерстоном. В марте 1840 года несмотря на сильную оппозицию, в частности чартистов, провоенное лобби одержало победу в парламенте по вопросу отправки флота в Китай: 271 голос за, 262 - против. Весной 1840 года из Индии в Китай вышла эскадра в 16 военных и 31 прочих кораблей. Они приняли участие во многих битвах разразившейся впоследствии Первой опиумной войны.

## Память
В память о событии в 1957 году был установлен памятник Линю Цзэсюю. В 1972 году памятник получил новое название: «Антибританский памятник народу Хумэня в период опиумной войны». Позднее он вошёл в состав «военного музея опиума», на музей была возложена ответственность за руины батарей Шацзяо и Вэйюань. В декабре 1999 года в этом месте был открыт «музей морского боя».